# John McLean (Illinoispolitiker)

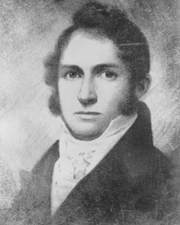
John McLean

John McLean, född 4 februari 1791 i Guilford County, North Carolina, död 14 oktober 1830 i Shawneetown, Illinois, var en amerikansk politiker. Han representerade delstaten Illinois i båda kamrarna av USA:s kongress, först i representanthuset 1818–1819 och sedan i senaten 1824–1825 samt från 1829 fram till sin död.
McLean flyttade 1795 till Kentucky och 1815 vidare till Illinoisterritoriet. Han studerade juridik och inledde år 1815 sin karriär som advokat i Shawneetown. Illinois blev 1818 USA:s 21:a delstat och McLean valdes till kongressledamot. Illinois fick till en början bara en ledamot i representanthuset där McLean redan 1819 efterträddes av Daniel Pope Cook.
Senator Ninian Edwards avgick 1824 och efterträddes av McLean som i sin tur efterträddes året efter av Elias Kane. McLean, som först var anhängare av William H. Crawford och sedan hörde till Andrew Jacksons anhängare, tillträdde på nytt som senator för Illinois den 4 mars 1829.
Senator McLean avled 1830 i ämbetet och gravsattes på Westwood Cemetery i Shawneetown. McLean County, Illinois har fått sitt namn efter John McLean.